# Gisèle Caille
Gisèle Caille (ur. 18 października 1946) – francuska kolarka torowa i szosowa, brązowa medalistka torowych mistrzostw świata.

## Kariera
Największy sukces w karierze Gisèle Caille osiągnęła w 1964 roku, kiedy na torowych mistrzostwach świata w Paryżu zdobyła brązowy medal w sprincie indywidualnym. W zawodach tych wyprzedziły ją jedynie dwie reprezentantki ZSRR: Irina Kiriczenko oraz Galina Jermołajewa. Był to jedyny medal wywalczony przez Caille na międzynarodowej imprezie tej rangi. Wielokrotnie zdobywała medale mistrzostw kraju, zarówno w kolarstwie torowym jak i szosowym, w tym w latach 1964-1968 zwyciężała w sprincie, a w 1966 roku była najlepsza w szosowym wyścigu ze startu wspólnego. Nigdy nie wystartowała na igrzyskach olimpijskich.